# Petrovany
Petrovany este o comună slovacă, aflată în districtul Prešov din regiunea Prešov. Localitatea se află la altitudinea de 257 m deasupra n.m., se întinde pe o suprafață de 17,39 km2 și în 2017 număra 1.973 de locuitori. Se învecinează cu comuna Drienov.

## Istoric
Localitatea Petrovany este atestată documentar din 1304.

## Demografie
| An:                | 1994 | 2004    | 2014   | 2024   |
| ------------------ | ---- | ------- | ------ | ------ |
| Număr de persoane: | 1617 | 1794    | 1858   | 2036   |
| Diferență:         |      | +10,94% | +3,56% | +9,58% |

| An:                | 2023 | 2024   |
| ------------------ | ---- | ------ |
| Număr de persoane: | 2014 | 2036   |
| Diferență:         |      | +1,09% |